# それいけ!アンパンマン
『それいけ!アンパンマン』は、やなせたかしの絵本『アンパンマン』を原作としたテレビアニメ。
以下に挙げる放送日時は、特記しない限り関東地区のデータである。

## あらすじ
「パン工場」に住むパン作りの名人・ジャムおじさん。彼は“心を持ったあんパン”を作りたいと思っていたが上手くいかずに困っていた。
ある夜、夜空の流れ星がパン工場のパン焼き窯に降り注ぐ。この「いのちの星」があんパンに宿り、アンパンマンが誕生したのだった。
アンパンマンは、困っている人がいればどこへでも飛んで行き、お腹を空かせて泣いている人には自分の顔を食べさせてくれる正義のヒーロー。そんなアンパンマンをやっつけるために誕生したのが、「バイキン星」からやって来たばいきんまんであった。

## 概要
以前より複数のテレビ各局やアニメ制作会社がアンパンマンのアニメ化を企画しつつも最終段階で立ち消えとなっていたが、1985年（昭和60年）に東京ムービー新社（現・トムス・エンタテインメント）と日本テレビがほぼ同時にやなせへアニメ化を申し出て、1988年（昭和63年）10月3日に日本テレビで放送が開始された。
企画した山崎敬之によると、日本テレビサイドが提示した条件をやなせが拒否し続けたために、放送開始が2年近くも遅れたという。当初はテレビ業界的にかなり不安視されていた。上述の件でスポンサーに内定していた山崎製パンが放送直前に降板するトラブルに見舞われ、ネット局も日本テレビなどの数局のみで2クール（半年）・全24話で終了する条件であったことや、昭和天皇の病状悪化による自粛ムードで新番組の告知やイベントも充分にできないまま番組がスタートするなど、逆境を余儀なくされる。それにもかかわらず予想以上の高視聴率と人気を獲得し、文化庁からテレビ優秀映画の表彰を受けたこともあり、1989年（平成元年）4月3日からは放送期間の延長と放送エリアの拡大が決まった。そして現在に至るまで35年にわたり放映され続ける長寿番組として定着し、2009年（平成21年）8月29日放送分でレギュラー放送1000回を達成。2018年（平成30年）10月で放映開始30周年を迎えた。
また、日本で現在レギュラー放送されているテレビアニメでは『サザエさん』（フジテレビ系、1969年開始）と『ドラえもん』（テレビ朝日系、1979年開始。2005年にリニューアル）に次いで3番目に長寿のアニメ作品である。
延長後の1989年4月からはネット局が本格的に拡大され、数年後には日本テレビ系列局のない佐賀県以外のすべての都道府県で放送されるようになったが、ネットワークセールス化には至っておらず、もっとも長い期間ローカルセールスで放送されているテレビアニメでもある。
関東地区では当初は月曜日、1996年から金曜日（2016年度より午前11時台前半）に放送されており、「アンパンマンとクリスマスの谷」で最高視聴率 15.4%（1989年12月25日（月曜日）放送）を記録。視聴率は1988年から2000年9月までは6% - 12%程度を保っていた（1996年に月曜5時台から金曜5時台へ移動）。しかし、2000年10月から金曜4時台に移動した2000年10月 - 2007年には5% - 6%程度になり、さらに2008年以降は放送開始以来初の4%以下、夕方時代末期以降は2%以下と低くなっている。アニメ番組としては低い水準にあるが、関連商品の売れ行きが好調のため、放送は長期化している。
2010年4月2日の第1029話『クリームパンダとホッチンワニ』『ダテマキマンとおことちゃん』からはハイビジョン放送に移行。
2013年10月13日に原作者のやなせが逝去し、日本テレビプロデューサーの中谷敏夫は当時「先生がアイディアを提案して、それをスタッフが実際にアニメとしての形を作っていく製作工程だった。お亡くなりになり、その現状のままでのアニメ製作ができなくなった」として今後の放送は白紙状態であるとコメント した。翌2014年、やなせを偲ぶファンセレモニー「ありがとう!やなせたかし先生　95歳おめでとう!!」の場において関係者各位が「アニメは継続される」と発言、シリーズ終了の事態は回避された。
なお、やなせは生前、放送1000回を迎える時期に受けた新聞取材で「俺が死んでも（このアニメは）終わりません。誰かが続けるでしょう。永遠に」と言及しており、自分以外の手により、制作が続けられることを容認している。
2016年6月30日、フレーベル館、トムス・エンタテインメント、日本テレビの3社は、番組放送開始日である10月3日を「アンパンマンの日」と制定した。番組内ではこれを記念した特別オープニング映像が期間限定で放送された（後述）他、汐留・日本テレビ本社社屋では10月3日から10月10日まで関連イベント「それいけ!アンパンマンフェスティバル」が開催された。
2017年1月から6月までは日本テレビの深夜アニメ枠が消滅状態となったため、本作が唯一の日本テレビ製作の30分尺アニメとなっていた。また、日本テレビ製作の新作テレビアニメとしては2019年4月から6月、2020年4月から12月、2022年10月から2023年3月においても本作のみの放送となっている。
2020年3月24日に1500回目の収録を迎えるも、3月末の収録（第1501回）をもって2019新型コロナウイルスの影響を受け、4月以降のアフレコ作業が中止となったため、5月8日から再放送となった。その後、6月末からアフレコ作業を再開し、8月から新作の放送を再開した。

### フォーマット
毎回1週間の放送につき前半と後半に分けて2つのエピソードを組むのが基本であり、かつては不定期で1話構成のエピソードも放送されていたが年々放送回数が減少し、2008年以降は毎年10月第1週のみの放送に限られている。サブタイトルもパターン化されており、大半は「〇〇（キャラクター）と〇〇（キャラクター、もしくはその話でメインとなる場所）」（「アンパンマンと〇〇」は新キャラクター登場回に使用されるときが多い）となっているが、例外も多くある。
1993年10月11日からはステレオ放送（全ネット局）、1996年4月1日（第373回）からは字幕放送（一部のネット局のみ）を開始。字幕放送では、主な視聴者層である幼児に合わせ、全ての文章がひらがなとカタカナで表記されている（長音は波ダッシュ「〜」で表記）。テレビの字幕はアンパンマンのセリフが黄色、ばいきんまんのセリフが緑、主役を務めるキャラクターのうちの一人のセリフが水色、その他のキャラクターのセリフが白で表示される。
番組放送開始当初の作画方式は、セル画によるフィルム撮影で放送されたが、2000年（平成12年）11月10日放送分（第588回）より本編とオープニングアニメーションの作画方式をデジタルアニメーション制作に移行した。その一方で、当初一部のエンディングとアイキャッチ、サブタイトルのアニメーションは、セル画の映像のまま継続して放送されていた。
2008年4月4日放送分（第933回）からは解説放送も開始した（キッズステーションおよびBS日テレを除く全ネット局）。詳細は後述。
地上デジタルテレビ放送が全国に広がって以降も画面比4:3における標準画質による制作が続いていたが、ハイビジョン放送の開始は他作品より遅く、2010年4月2日放送分（第1029回）よりようやくハイビジョン放送に対応するも（アナログ放送では画面比16:9のレターボックス放送）、急な決定による現場のノウハウ不足から画面比率を16:9に変更した上でのアップコンバート放送だった。その後、2011年2月11日放送分（第1069回）から3月25日放送分（第1073回）にかけて完全なハイビジョン制作、放送への移行が完了した。OP・EDについては「アンパンマンたいそう」、「サンサンたいそう」、「勇気りんりん」およびOPが流れた直後などにアンパンマンとばいきんまんが登場するフィラーについては720i相当の画質で作り直され、2025年現在も映像が使いまわされている。ハイビジョン化に伴い、各コーナーのアニメーションが全て刷新され、全編デジタル制作となった。2011年7月22日の劇場版『ブラックノーズと魔法の歌』（後編）の放送を最後に、アナログでの放送は終了した。
オープニングテーマの前と次回予告（および提供バック）の後で視聴者からの似顔絵をそれぞれ一枚ずつ紹介するコーナーを設けている。イラストコーナーでは、毎回アンパンマンによる「みんなの似顔絵で、元気100倍アンパンマン!」（オープニング前）、「みんな、似顔絵ありがとう。また見てね!」（次回予告後）の声が入る。なお、似顔絵は現在も募集中。似顔絵コーナー開始以前のオープニングとして、1990年代初期頃は「中央児童福祉審議会推薦・文化庁テレビ優秀映画奨励」のクレジットが表示されていた。似顔絵コーナーは90年代後半から開始されたが、2000年頃に一旦中断。その期間は「アンパンマンミレニアムメッセージ」と題し、視聴者からの応援メッセージ（ビデオレター）が紹介されていた。似顔絵コーナー開始以前のエンドカードは、ブルーバックでアンパンマンとばいきんまんが戦っている一枚絵と「次回（画面上）」「おたのしみに!（画面下）」の文字が書かれたものを使用していた。
提供バックでは1990年代中頃からBGMに『勇気の花がひらくとき』やキャラクターソングが使われ、バックのアニメーションも歌っているキャラクター毎に異なるものが数種類使われていたが、2010年4月のハイビジョン化後は、『アンパンマンのマーチ』のアレンジ版に変更され、アニメーションもアンパンマンとばいきんまんが草原の上で寝そべっているものに変更された。放送開始時から1990年代初期まではブルーバックで、BGMは『勇気りんりん』が使われていた。
次回予告はアンパンマンによるナレーションで行われる。BGMは『アンパンマンのマーチ』のインストゥルメンタル。一週二話の場合、内容はAパートのみしか予告されないが稀にBパートの内容が紹介されることもある。予告内容の最後は「ところが（そこへ）、ばいきんまんが現れて大変なことに!」と締め括られることが多い。新キャラクターが登場する際は「今度、僕たちの新しい仲間が登場するよ」などと前置きされる。なお、キッズステーションを除いて予告時には字幕放送は表示されない。
ブルーバックで次回のサブタイトルを表示後、ジャムおじさんとバタコさんによる「それ!いけ!アンパンマーン!」の掛け声と共にアンパンマンと大勢のキャラクターが登場するアニメーションで締め括られる。
劇場版公開日直前の場合は、劇場版の宣伝が行われ（ゲスト声優が顔出しで出演し告知する）、次回予告はサブタイトル表示のみに短縮される。BGMは『アンパンマンのマーチ』。
クリスマスSPの場合は、視聴者へのプレゼント（その年に公開された劇場版のDVDやCDなど）の告知が行われるため、同様に次回予告はサブタイトルのみとなり、BGMは『ジンジンジン』などクリスマス関連の楽曲に差し替えられる。

## 登場キャラクター
キャラクターが豊富なこともこの作品の特徴の一つで、1つのエピソードのためだけに登場するものも多い。その数は1000体以上に上り、2009年6月24日に「登場キャラクターが最も多いアニメシリーズ」としてギネス記録に認定された。

### 声の出演
非常に多くの種類のキャラクターが登場するが、登場頻度が少ないキャラクターやサブキャラクターについては登場のたびに声優が交代することがしばしば見られる。サブキャラクターの多くを佐久間レイ、山寺宏一、かないみか、冨永みーな、長沢美樹といった主要キャラクターを担当する声優が兼役で演じるか、鈴木琢磨や二又一成などが起用される。交代する場合に声優に連絡がないことがあり、声優が放送を見て初めて知ることがしばしば見られる。
- アンパンマン  - 戸田恵子[注 22]
- ばいきんまん - 中尾隆聖[注 23]
- ジャムおじさん - 増岡弘（1988年10月3日 - 2019年8月9日）→山寺宏一[20]（2019年8月16日 - ）
- バタコさん - 佐久間レイ
- めいけんチーズ - 山寺宏一
- カレーパンマン - 柳沢三千代[注 24]
- しょくぱんまん - 島本須美
- ドキンちゃん - 鶴ひろみ（1988年12月26日 - 2018年1月19日[注 25][21]）→冨永みーな（2018年1月26日 - ）
- ホラーマン - 肝付兼太（1991年11月25日 - 2016年10月21日[注 26]）→矢尾一樹[注 27]（2017年10月6日 - 2025年1月10日）→岡本幸輔
- メロンパンナ - かないみか
- ロールパンナ - 冨永みーな
- フランケンロボくん - TARAKO（1996年4月22日 - 2023年7月21日）→高山みなみ（2024年9月20日 - ）
- クリームパンダ - 長沢美樹
- コキンちゃん - 平野綾
- あかちゃんまん - 千原江理子（1989年4月17日、1989年7月3日、1996年9月9日 - 2022年4月8日）→天野由梨（1990年5月14日 - 1995年3月13日、2023年5月12日 - ）
- てんどんまん - 坂本千夏
- カツドンマン - 三ツ矢雄二
- かまめしどん - 山寺宏一
- はみがきまん - 塩沢兼人（1988年10月17日 - 1999年12月24日）→阪口大助（2000年9月15日 - ）
- おむすびまん - 京田尚子（1988年10月24日 - 2023年5月26日）→野沢雅子（2025年4月25日 - ）
- こむすびまん - 林原めぐみ
- ハンバーガーキッド - 三ツ矢雄二
- 鉄火のマキちゃん - 榊原良子（1989年8月28日 - 1991年3月25日）→勝生真沙子（1992年12月14日 - ）
- 鉄火のコマキちゃん - 沖佳苗
- ゴミラ - 高乃麗
- かつぶしまん - 井上和彦
- アリンコキッド - 山口健（1989年10月16日 - 2011年12月9日）→山口キヨヒロ（2015年5月1日 - ）
- SLマン - 富山敬（1989年12月18日 - 1995年4月17日）→西村朋紘（1996年10月18日 - ）
- ポッポちゃん - 浅川悠（初登場回のみ）→工藤晴香
- にんじゃのニャンジャ - 頓宮恭子（1990年3月5日 - 1993年2月22日）→高乃麗（1993年8月2日 - ）
- エクレアさん - 三田ゆう子
- プリンちゃん - 稀代桜子
- だいこんやくしゃ - 坂口哲夫
- しろかぶくん - 冨永みーな（1998年 - 2018年1月分）→渕崎ゆり子（2018年3月分 - ）
- シチューおばさん - 吉田理保子（初登場回のみ）→野沢雅子
- ドリアン王女 - 江原正士
- アボカドじいや - 辻村真人（1998年6月5日 - 2013年3月22日）→鈴木琢磨（2015年6月5日 - ）
- ニガウリマン - 大塚明夫
- おくらちゃん - 水谷優子（1998年9月25日 - 2016年2月26日）→金月真美（2018年3月16日 - ）
- ゆず姫 - 吉田小南美
- ゆずじいや - 松尾銀三〈初代〉→山寺宏一〈2代目〉→中村大樹〈3代目〉→相沢まさき〈4代目〉
- やきそばパンマン - 小杉十郎太
- ナガネギマン - 大塚明夫
- ちゃわんむしまろ - 鈴木勝美
- ビクビクちゃん - 七緒はるひ
- ちびおおかみ - かないみか
- ダテマキマン - 内田直哉
- しらたまさん - 伊倉一恵
- サラダ姫 - 沢城みゆき
- カップケーキちゃん - 早見沙織
- ブリキッド - 悠木碧
- クレープマン - 宮野真守
- おやこどんちゃん - M・A・O
- いちごだいふくちゃん - 上坂すみれ
- シナモンロールちゃん - 瀬戸麻沙美
- みみせんせい - 滝沢ロコ
- カバオ - 山寺宏一
- ちびぞうくん - 坂本千夏
- ピョン吉 - 原えりこ
- ウサコ - 中村ひろみ

## スタッフ
- 企画[注 28]：武井英彦→（1995年から2008年まで不在）→奥田誠治→奥田誠治・藤本鈴子→藤本鈴子→（2009年から2011年まで不在）→菅沼直樹→奥田誠治→船越雅史→井上健→多昌博志→篠宮浩司→下村忠文→桑原佳子→佐藤貴博
- 原作：やなせたかし（フレーベル館刊）
- 連載：ベビーブック、めばえ
- チーフプロデューサー：（不在）→藤本鈴子（2013年5月31日まで）→（不在）
- プロデューサー
  - 日本テレビ：伊藤響→中谷敏夫→山下洋→小野利恵子→俣野尚郎→中谷敏夫・笠原陽介→中谷敏夫→中谷敏夫・岩佐直樹→中谷敏夫・桐本篤→桐本篤→高橋雄一→高橋雄一・梅澤宏和→高橋雄一・今井蘭泉
  - 東京ムービー新社/キョクイチ/トムス：柳内一彦→尾崎穏通・柳内一彦→柳内一彦・久保雄輔→久保雄輔→岩崎和義
- 担当プロデューサー（一時期）：久保雄輔→岩崎和義
- アニメーションプロデューサー：（不在）→竹元将泰
- 音楽：いずみたく→いずみたく[注 29]・近藤浩章[注 30]
- 主題歌：三木たかし
- キャラクターデザイン：山田みちしろ[注 31]→前田実・山田みちしろ[注 32]
- 総作画監督：前田実
- 美術監督：横山幸博[注 33]→横山幸博・池上みどり[注 34]→石垣努[注 35]→光元博行[注 36]
- 美術設定：横山幸博[注 37]
- 撮影監督：金井弘→川田敏寛／熊井裕士（ライトフット）・（クリスマスSPのみ）
- 音楽監督：鈴木清司[注 38]
- 音響監督（旧録音監督）：山田悦司→山田知明[注 39]・山田悦司[注 40]
- 文芸担当：小野田博之[注 41]→小野田博之・飯沢洋子[注 42]→上田菜保子[注 43]
- 制作担当：松本真→小沢十光→溝上猛→橋本浩二→泉岳男→久保雄輔→岩崎和義→竹元将泰→松田拓也→廣田桂祐
- 編集：高橋和子→鶴渕允寿→鶴渕和子→鶴渕允寿・鶴渕和子→小宅貴史
- アシスタントプロデューサー（一時期）：松本真→大石祐道
- 助監督：矢野博之（1995年 - 2000年）
- チーフディレクター（初期）→監督：永丘昭典（一時期のみ・矢野博之、篠原俊哉）
- 企画・制作：日本テレビ
- 製作→製作著作：東京ムービー新社→東京ムービー→キョクイチ東京ムービー→トムス・エンタテインメント[注 44]

### サブスタッフ
- 脚本：翁妙子、中村修、岸間信明、日吉恵、米村正二、藤田伸三、菅良幸、友永コリエ、金春智子、宮下隼一、葛原秀治、米山昂、青木由香、神沢ミホ、佐多賢人、亀沢しま、藤吉智子 他
- 作画監督・原画（どちらか片方含む）：前田実、大道博政、菖蒲隆彦、星名靖男、徳田悦郎、若山佳治、山本勝也、大久保修、鈴木信一、崔富京、松本朋之、川越淳、阿部純子、笠原彰、鈴木寿美、佐藤徹、阿部航、伊東誠、伊東絵美、阿部司、南雲公明、赤城由高、日置正志、野田直道、生野裕子、鈴木海帆、山本早苗、和田佳純、清水健一、三浦弘二、南静子、ういん堂 他
- キャラクター設定（2009年 - ）：星名靖男→星名靖男・川越淳→星名靖男
- 美術監督補（2010年 - ）：光元博行、小山田有希→小山田有希
- 色彩設計：金井てるみ / 山上愛子（クリスマスSP）
- 特殊効果：林好美
- デジタル撮影：トムス・フォト（T.D.F.）川田敏寛、大坪聡、春原幸子、安田猛・ライトフット河合有紀子、熊井裕士、牧野真人、長野慎一郎、梶原義大、阿部涼哉、柳澤謙吾、大西博
- 音響効果：宮田音響→糸川幸良→橋本正明
- 録音技術：大城久典→柴田信弘→大城久典→柴田信弘→大城久典→山本寿
- 音響制作デスク（2014年 - ）：土屋枝穂
- 音楽プロデューサー（2013年 - ）：山田慎也→平川智司→高谷楓
- オープニングアニメーション：前田実、川越淳（3・4代目）、大久保修（6代目）
- エンディングアニメーション：前田実、川越淳（「勇気りんりん」4代目EDアニメーション）、大道博政（「勇気りんりん」5代目EDアニメーション、「サンサンたいそう」初代EDアニメーション）、星名靖男（「アンパンマンたいそう ドリーミングバージョン」「サンサンたいそう」2代目EDアニメーション）
- ビデオ編集→HD編集：コヤケタカフミ、トムス・フォト（T.D.B.）髙橋寿→渡邉みゆ
- 編集（ - 2018年）：鶴渕編集室
- 制作デスク：財前祐子→佐藤由紀→島田享子→小林三紀子→進藤友博→進藤友博・中谷諭史→進藤友博→田村有里
- 文芸進行：逆井裕一→上田菜保子→鈴木美玲→鈴木美玲・米山昂→米山昂→米山昂・菅原奏樹→菅原奏樹
- 設定制作：石山勝一
- 制作進行（※（）は制作協力）：永山夏帆、阿世知華、堤三佐子、大島花梨、田口敦己、谷岡杏奈、門脇理恵、小原ひらり、伊東奈央、小塚郁、山本清（マル画ファクトリー）
- 制作協力：アンサースタジオ、亜細亜堂、マル画ファクトリー、エクラアニマル 他

## 主題歌

### オープニングテーマ
1. 『アンパンマンのマーチ』1988年10月3日 - 
作詞 - やなせたかし / 作曲 - 三木たかし / 編曲 - 大谷和夫 / 歌 - ドリーミング
  - テレビサイズの歌詞は放送開始以来2番の歌詞が採用されている。劇場版の歌い出しは第1作のみ1番の歌詞で、第2作以降はテレビ同様2番の歌詞となった。
  - ただしアンパンマン放送300回記念スペシャル（1994年9月19日放送）では4代目オープニングアニメーションをバックに例外的に1番から歌われている。

### エンディングテーマ
1. 『勇気りんりん』1988年10月3日 - 2000年2月、2002年10月4日 -
作詞 - やなせたかし / 作曲 - 三木たかし / 編曲 - 大谷和夫 / 歌 - ドリーミング
  - 歌詞の内容はアンパンマンや仲間たちの紹介となっている。テレビアニメでは、1番と3番の採用だが、1番はサビが短縮されている。
  - 劇場版では第1作、第2作はフルコーラスで、第3作からはテレビサイズとなっている。ただし第25作はテーマ曲の『希望のハンカチ』を採用した。また、アンパンマンたちレギュラーキャラクターが歌っているバージョンもある（第15作と第30作）。
  - どのアニメーションでも「めだまがらんらん」の歌詞でばいきんまんの目玉が強調されている。
  - 唯一、放送初期から現在まで一貫して使用されているエンディングであるが、休止期間あり[22]。
2. 『クリスマスの谷』1989年12月25日（第63話『アンパンマンとクリスマスの谷』）
作詞 - やなせたかし / 作曲 - いずみたく / 編曲 - 近藤浩章 / 歌 - ドリーミング
  - クリスマスSPで挿入歌として使われることが多い。
3. 『アンパンマンたいそう』1991年9月2日、1991年12月23日 - 1993年2月1日
作詞 - やなせたかし、魚住勉 / 作曲・編曲 - 馬飼野康二 / 歌 - CHA-CHA
  - 『ドキンちゃんのドキドキカレンダー』と『アンパンマンとゆかいな仲間たち』においても、エンディングとして使われている。1991年9月2日放送分では『ドキンちゃんのドキドキカレンダー』のものを短縮したものが使用された。
  - CHA-CHAが1992年1月に解散し、メロンパンナ登場後も1993年2月1日まで使用された（ただし、変更はなし）。
  - キャラクターソングなどを除き、ドリーミング以外の歌手が担当した唯一の曲である。
4. 『アンパンマンたいそう ドリーミングバージョン』1993年2月 - 2000年2月、2002年6月28日 - 2010年3月、2011年4月 - 
作詞 - やなせたかし、魚住勉 / 作曲 - 馬飼野康二 / 編曲 - 近藤浩章 / 歌 - ドリーミング
  - 2010年3月まで使われたエンディングアニメーションは、キャラクター作画の大部分は前述のCHA-CHA版のものを流用しているが、背景がマイナーチェンジされている他、イントロ部分に関しては曲の形態が大きく異なるため振り付けごと新規のものが使われている。これに伴い、メロンパンナが新たにイントロとラスト部分に加わった（ラストはCHA-CHA版に登場したネコ美と差し替え）。
  - 2011年4月にエンディングアニメーションがマイナーチェンジ（作画は星名靖男）され、ロールパンナ、クリームパンダ、ナガネギマン、しらたまさん、コキンちゃん、ポッポちゃん、鉄火のコマキちゃんなど、1993年以降に登場したキャラクターが新たに加わった。
5. 『サンサンたいそう』1995年7月 - 2000年2月、2002年7月19日 - 2010年3月、2012年10月 - 
作詞 - やなせたかし / 作曲・編曲 - 近藤浩章  歌 - ドリーミング
  - 元々はOVA『おたんじょうびシリーズ』のエンディングテーマ。TVシリーズでは歌詞は2番と4番が使われている。
  - 2012年10月に再度放送。エンディングアニメーションがマイナーチェンジ（作画は星名靖男）され、クリームパンダとコキンちゃんが新たに加わった。
  - セル画時代のアニメーションはフルサイズも制作されている。
6. 『いくぞ! ばいきんまん』2000年2月18日
作詞 - やなせたかし / 作曲 - いずみたく / 編曲 - 近藤浩章 / 歌 - 中尾隆聖（ばいきんまん）
  - 放送回数555回突破を記念した特別エンディングだが、再放送およびソフトでは『勇気りんりん』に差し替えられている。この回を皮切りに、しばらくキャラクターソングが週替わりで使用された[23]。。
  - 歌詞は1番と3番が、映像はばいきんまんをメインとした過去の本編映像が使われた。
7. 『ドレミファアンパンマン』2007年4月6日 - 2010年3月 2012年1月 - 
作詞 - やなせたかし / 作曲 - TSUKASA / 編曲 - TSUKASA&陶隼 / 歌 - ドリーミング
  - 映画「怪傑ナガネギマンとドレミ姫」のテーマ曲『ドレミがだいすき! ドレミ姫』の歌詞違いだが、アウトロ部分のアレンジのみ新たに変更が加えられている。
  - 第885話A『うたおう!ドレミファアンパンマン』にて挿入歌として初披露され、その後エンディング曲として使用が開始された。
  - 2010年3月をもってハイビジョン制作開始に伴い一旦休止。
  - 2012年1月に再開し、ハイビジョン化後の映像は、唯一新規のものではなく、ハイビジョン化前の映像を16:9に引き伸ばし、デジタルリマスターした上での使用となった。
8. 『サンタが町にやってくる』2012年12月21日（クリスマスSP『ドレミファ島のクリスマス』）
作詞 - ヘヴン・ギレスピー / 日本語訳詞 - 神戸孝夫 / 作曲 - フレッド・クーツ / 歌 - ドリーミング、川澄綾子（ドレミ姫） 他
9. 『あおいなみだ-コキンのうた-』2014年7月・8月
作詞 - やなせたかし / 作曲 - MICHEL KAMA、チープ広石 / 編曲 - チープ広石、久保田邦夫 / 歌 - 平野綾（コキンちゃん）
  - 2014年に公開の映画第26作目同時上映作品『たのしくてあそび ママになったコキンちゃん!?』の公開に合わせ使用された。
  - 映像は映画のダンスシーンを基にしており、唯一アンパンマンが登場しないエンディングでもある。これに合わせ、CD音源に比べて若干テンポが遅くなっている。
10. 『きよしこの夜』2017年12月22日（クリスマスSP『コキンちゃんとクリスマスのおくりもの』）
作詞 - ヨゼフ・モール / 日本語訳詞 - 由木康 / 作曲 - フランツ・クサーヴァー・グルーバー / 歌 - 島本須美（しょくぱんまん）、佐久間レイ（ドキンちゃん） 他

- 放送開始時から2000年2月11日までのエンディングは、『勇気りんりん』（開始時より）・『アンパンマンたいそう ドリーミングバージョン』（1991年12月より）・『サンサンたいそう』（1995年7月より）が週替わりで放送されていた。
- 2000年2月18日 ‐ 2002年6月21日までのエンディングテーマは、週替わりで様々なキャラクターソングをBGMに、その歌にちなんだキャラクターの名場面が使用された[24]。この期間は、『勇気りんりん』を含む従来のエンディングが全て使用中止（クリスマスSPは除く）。2002年6月28日より従来のエンディングの使用が再開されたが、週替わりのキャラソン制度もしばらく継続された。その後、同年11月15日を最後にキャラソン制度が廃止になり、再び『勇気りんりん』『アンパンマンたいそう ドリーミングバージョン』『サンサンたいそう』のローテーションで、2010年3月まで固定化された（2007年4月より『ドレミファアンパンマン』が追加）。
- アニメーションのハイビジョン化に伴い、2010年4月から2011年3月まではエンディングは『勇気りんりん』のみとなり、2011年4月からはハイビジョン映像になった『アンパンマンたいそう ドリーミングバージョン』との週替わり、さらに2012年1月からは『ドレミファアンパンマン』、2012年10月からは『サンサンたいそう』が再度放送されるようになった。2014年7月 - 8月は『あおいなみだ-コキンのうた-』の使用に伴い、『勇気りんりん』を含む従来のエンディングが全て使用中止となったが、同年9月より再開された。
- 『勇気りんりん』の一部は『午後は○○おもいッきりテレビ』のコーナー『ちょっと聞いてョ!おもいッきり生電話』のタイトルロゴ時に流用されていた。
- 『アンパンマンたいそう ドリーミングバージョン』と『サンサンたいそう』は、ハイビジョン化される2010年3月までそれぞれ10年以上におよびセル画のノンテロップ映像をデジタルリマスターした上で使用されていた。当初、2003年春にデジタル映像にする予定でアニメスタッフがやなせに提案を行ったが、原曲ではなく、当時流行していたPOPソングにアレンジしたものを使用することになっていたことから、原作者が警鐘を鳴らしたため、デジタル化は断念され、2010年度のハイビジョン化まで先送りとなった[注 45]。
- クリスマスSPの場合は、クリスマス仕様のフレームが表示され、回によっては従来のエンディング映像を休止しダイジェストを流したり、本編の途中でスタッフロールを流したりする場合もある。曲は『勇気りんりん』またはクリスマスソングが流される。
- 『アンパンマンのマーチ』と『アンパンマンたいそう』のノンテロップバージョンは全国のスーパーの菓子売り場で放映されている（番組スポンサーでタイアップ製品のお菓子を製造する不二家によるもので、合間にはアンパンマン関係の製品CMも放送される）。

### 挿入歌
1. 『勇気の花がひらくとき』
作詞 - やなせたかし / 作曲 - いずみたく / 編曲 - 近藤浩章 / 歌 - ドリーミング
2. 『太陽がキラキラ』
作詞 - やなせたかし / 作曲 - 近藤浩章 / 歌 - ドリーミング
  - 2017年の劇場版第29作『ブルブルの宝探し大冒険!』のテーマソングとしても起用。
3. 『森は枯れても』
作詞 - やなせたかし / 作曲 - いずみたく / 歌 - ドリーミング
  - 1990年の劇場版第2作『ばいきんまんの逆襲』では2番と3番が使われ[25]、1995年放送の『メロンパンナとのぎくちゃん』においては1番が使われている[26]。
4. 『ジングルベル』
作詞 - アメリカ民謡 / 日本語訳詞 - 宮沢章二 / 作曲 - ジェームズ・ピアポント / 歌 - ドリーミング
  - クリスマスSPのラストシーンに多く使われる。アウトロに『アンパンマンのマーチ』の一節が使われている。
5. 『ジンジンジン』
作詞 - やなせたかし / 作曲 - ミッシェル・カマ[注 46] / 歌 - ドリーミング
  - 2005年のクリスマスSP『アンパンマンのジンジンジングルベル』などで使われた。
6. 『虹のけいと』
作詞 - やなせたかし / 作曲 - ミッシェル・カマ / 編曲 - 近藤浩章 / 歌 - ドリーミング
  - 2009年のクリスマスSP『がんばれクリームパンダ! クリスマスの冒険』で使われた。
7. 『星にいのる』
作詞 - やなせたかし / 作曲 - 近藤浩章 / 歌 - ドリーミング
  - クリスマスSPで使われる挿入歌。作中ではチェロヒキーさんが作曲したという設定になっている。
  - 劇場版第30作『かがやけ!クルンといのちの星』のテーマソングとしても起用。
8. 『すすめ!アンパンマン号 ドリーミングバージョン』
作詞 - やなせたかし / 作曲 - いずみたく / 編曲 - 近藤浩章 / 歌 - ドリーミング
9. 『生命あるもの』
作詞 - 山上路夫 / 作曲 - 佐伯博志 / 編曲 - 大谷幸 / 歌 - ドリーミング
  - 『シートン動物記』のオープニングテーマとして使われていたものだが、1997年10月3日放送の『バタコさんと空飛ぶマフラー』で挿入歌として使用されており、ドリーミングのベストアルバムにも収録されている。
10. 『ケーキをつくるうた』
作詞 - やなせたかし / 作曲・編曲 - 近藤浩章 / 歌 - ドリーミング
11. 『ハッピーおたんじょうび』
作詞 - やなせたかし / 作曲・編曲 - 近藤浩章 / 歌：戸田恵子（アンパンマン） / コーラス：劇団若草

#### キャラクターソング
※★は、2010年3月まで提供バックのBGMに使用されていた楽曲。●は、2000年2月から2002年11月まで週替わりでエンディングテーマに使用されていた楽曲。
1. 『勇気のルンダ』★●
作詞 - やなせたかし / 作曲・編曲 - 近藤浩章 / 歌 - 戸田恵子（アンパンマン） / コーラス - アンパンマンキッズ
2. 『なんのために飛ぶ』
作詞 - やなせたかし / 作曲・編曲 - 辻陽 / 歌 - 戸田恵子（アンパンマン）
3. 『アンパンマン絵かきうた』
作詞 - やなせたかし / 作曲 - いずみたく / 編曲 - 近藤浩章 / 歌 - 戸田恵子（アンパンマン） / コーラス - ドリーミング
4. 『いくぞ! ばいきんまん』●
作詞 - やなせたかし / 作曲 - いずみたく / 編曲 - 近藤浩章 / 歌 - 中尾隆聖（ばいきんまん）
5. 『ずっこけ! ばいきんまん』
作詞 - やなせたかし / 作曲 - いずみたく / 編曲 - 近藤浩章 / 歌 - 中尾隆聖（ばいきんまん）
6. 『ハ行で笑うばいきんまん』
作詞 - やなせたかし / 作曲 - 宮崎尚志/ 編曲 - 近藤浩章 / 歌 - 中尾隆聖（ばいきんまん）
7. 『ハヒフヘばいきんまん』
作詞 - やなせたかし、米村正二 / 作曲 - 近藤浩章/編曲 - 近藤浩章、佐藤由理 / 歌 - 中尾隆聖（ばいきんまん）、鶴ひろみ（ドキンちゃん）、平野綾（コキンちゃん）
8. 『生きてるパンをつくろう』★●
作詞 - やなせたかし / 作曲 - いずみたく / 編曲 - 近藤浩章 / 歌 - 増岡弘（ジャムおじさん）、佐久間レイ（バタコさん）
9. 『バタコさんのまっている歌』
作詞 - やなせたかし / 作曲 - MICHEL KAMA[注 46] / 編曲 - 近藤浩章 / 歌 - 佐久間レイ（バタコさん）
10. 『私はドキンちゃん』
作詞 - やなせたかし / 作曲 - いずみたく / 編曲 - 近藤浩章 / 歌 - ドリーミング
11. 『ドキン・ドキン・ドキンちゃん』
作詞 - やなせたかし / 作曲 - いずみたく / 編曲 - 近藤浩章 / 歌 - ドリーミング
12. 『ドキンのララバイ』
作詞 - やなせたかし / 作曲 - YORI / 編曲 - 杉本洋祐 / 歌 - 鶴ひろみ（ドキンちゃん）
13. 『おなじみしょくぱんまん』●
作詞 - やなせたかし / 作曲 - いずみたく / 編曲 - 近藤浩章 / 歌 - 島本須美（しょくぱんまん） / コーラス - ドリーミング
14. 『とべ! カレーパンマン』●
作詞 - やなせたかし / 作曲 - いずみたく / 編曲 - 近藤浩章 / 歌 - ドリーミング
15. 『パンナのパンチ』★●
作詞 - やなせたかし / 作曲 - 高橋ひろ / 編曲 - 近藤浩章 / 歌 - かないみか（メロンパンナ）
16. 『とんでくるのは誰?』
作詞 - やなせたかし / 作曲 - 堺泰馬 / 編曲 - 近藤浩章 / 歌 - ドリーミング
17. 『ふたつの心』●
作詞 - やなせたかし / 作曲 - 本島一弥 / 編曲 - 近藤浩章 / 歌 - 冨永みーな（ロールパンナ）
18. 『ぼくはクリームパンダ』★●
作詞 - やなせたかし / 作曲 - 千沢仁 / 編曲 - 近藤浩章 / 歌 - 長沢美樹（クリームパンダ）
19. 『あおいなみだ』
作詞 - やなせたかし / 作曲 - MICHEL KAMA、チープ広石 / 編曲 - チープ広石 / 歌 - 乙葉（コキンちゃん）
20. 『あおいなみだ-コキンのうた-』
作詞 - やなせたかし / 作曲 - MICHEL KAMA、チープ広石 / 編曲 - チープ広石、久保田邦夫 / 歌 - 平野綾（コキンちゃん）
21. 『ホラーマンメチャクチャチャ』●
作詞 - やなせたかし / 作曲 - いずみたく、近藤浩章 / 編曲 - 近藤浩章 / 歌 - 肝付兼太（ホラーマン） / コーラス - ドリーミング
22. 『ホラーマンメチャクチャチャ2018』
作詞 - やなせたかし / 作曲 - いずみたく、近藤浩章 / 編曲 - 近藤浩章 / 歌 - 矢尾一樹（ホラーマン） / コーラス - ドリーミング
23. 『てんどんまん自慢歌』●
作詞 - やなせたかし / 作曲 - いずみたく / 編曲 - 近藤浩章 / 歌 - 坂本千夏（てんどんまん）
24. 『DO YOU KNOW カツドン?』●
作詞 - やなせたかし / 作曲 - いずみたく / 編曲 - 近藤浩章 / 歌 - 三ツ矢雄二（カツドンマン）
25. 『山育ちかまめしどん』●
作詞 - やなせたかし / 作曲 - いずみたく / 編曲 - 近藤浩章 / 歌 - 山寺宏一（かまめしどん）
26. 『いけいけ! どんぶりまんトリオ』
作詞 - やなせたかし / 作曲・編曲 - 近藤浩章 / 歌 - 坂本千夏（てんどんまん）、三ツ矢雄二（カツドンマン）、山寺宏一（かまめしどん）
27. 『どんぶりまんトリオうきうき歌』
作詞 - やなせたかし / 作曲 - 丸山武彦 / 編曲 - 近藤浩章 / 歌 - 坂本千夏（てんどんまん）、三ツ矢雄二（カツドンマン）、山寺宏一（かまめしどん）
28. 『ルンルンおむすび仁義』●
作詞 - やなせたかし / 作曲 - いずみたく / 編曲 - 近藤浩章 / 歌 - 柳志乃（おむすびまん）
29. 『こむすびまん元気旅』●
作詞 - やなせたかし / 作曲 - いずみたく / 編曲 - 近藤浩章 / 歌 - 林原めぐみ（こむすびまん）
30. 『あかちゃんまんのぼうけん』
作詞 - やなせたかし / 作曲 - いずみたく / 編曲 - 近藤浩章 / 歌 - ドリーミング
31. 『鉄火のマキちゃん』
作詞 - やなせたかし / 作曲・編曲 - 近藤浩章 / 歌 - 勝生真沙子（鉄火のマキちゃん）
32. 『走れ! SLマン』●
作詞 - やなせたかし / 作曲 - 丸山武彦 / 編曲 - 近藤浩章 / 歌 - ドリーミング
33. 『やきそばパンマン流れ旅』★●
作詞 - やなせたかし / 作曲・編曲 - 近藤浩章 / 歌 - 小杉十郎太（やきそばパンマン）
34. 『ナガネギフラメンコ』●
作詞 - やなせたかし / 作曲・編曲 - 近藤浩章 / 歌 - 大塚明夫（ナガネギマン） / コーラス - フレーベル少年合唱団
35. 『白、それは… 〜しらたまさんのテーマ〜』
作詞 - やなせたかし、藤田伸三 / 作曲・編曲 - 近藤浩章 / 歌 - 伊倉一恵（しらたまさん）
36. 『さび太郎子守唄』
作詞 - やなせたかし / 作曲 - いずみたく / 編曲 - 近藤浩章 / 歌 - 篠原恵美（さび太郎） / コーラス - 森の木児童合唱団
37. 『かつぶしまん流れ歌』
作詞 - やなせたかし / 作曲 - MICHEL KAMA / 編曲 - 近藤浩章 / 歌 - 井上和彦（かつぶしまん） / コーラス - 大和田りつこ、岡崎裕美
38. 『大根役者』
作詞 - やなせたかし / 作曲 - MICHEL KAMA / 編曲 - 近藤浩章 / 歌 - 坂口哲夫（だいこん役者） / コーラス - 大和田りつこ、岡崎裕美
39. 『タンゴおでん三姉妹』
作詞 - やなせたかし / 作曲 - いずみたく / 編曲 - 近藤浩章 / 歌 - 大和田りつこ、岡崎裕美、篠崎仁美（おでん三姉妹）
40. 『たんたんたぬきおに』
作詞 - やなせたかし / 作曲 - いずみたく / 編曲 - 近藤浩章  / 歌 - 山寺宏一（たぬきおに）
41. 『タンポポちゃんの歌』
作詞 - やなせたかし / 作曲・編曲 - 近藤浩章 / 歌 - ドリーミング
42. 『ドレミがだいすき! ドレミ姫』
作詞 - やなせたかし / 作曲 - TSUKASA / 編曲 - TSUKASA&陶隼 / 歌 - ドリーミング
43. 『バナナダンス』
作詞 - やなせたかし / 作曲 - いずみたく / 編曲 - 近藤浩章 / 歌 - いずみたくとそのファミリー
44. 『ミミ先生は好きよ』
作詞 - やなせたかし / 作曲 - MICHEL KAMA / 編曲 - 近藤浩章 / 歌 - 滝沢ロコ（みみせんせい） / コーラス - 大和田りつこ、岡崎裕美
45. 『ぼくらはヒーロー』
作詞 - やなせたかし / 作曲・編曲 - 近藤浩章 / 歌 - 戸田恵子（アンパンマン）、柳沢三千代（カレーパンマン）、島本須美（しょくぱんまん）
46. 『すすめ!アンパンマン号』
作詞 - やなせたかし / 作曲 - いずみたく / 編曲 - 近藤浩章 / 歌 - 戸田恵子（アンパンマン）、中尾隆聖（ばいきんまん）、増岡弘（ジャムおじさん）、佐久間レイ（バタコさん）、山寺宏一（めいけんチーズ・かまめしどん）、鶴ひろみ（ドキンちゃん）、島本須美（しょくぱんまん）、柳沢三千代（カレーパンマン）、かないみか（メロンパンナ）、坂本千夏（てんどんまん）、三ツ矢雄二（カツドンマン）、肝付兼太（ホラーマン）
47. 『アンパンマン音頭'89』
作詞 - やなせたかし / 作曲 - いずみたく / 編曲 - 近藤浩章 / 歌 - ドリーミング / コーラス - アンパンマン合唱団
48. 『アンパンマン音頭'99』
作詞 - やなせたかし / 作曲 - いずみたく / 編曲 - 近藤浩章 / 歌 - ドリーミング、戸田恵子（アンパンマン）、山寺宏一（かまめしどん）、藤井恒久
49. 『アンパンマンダンス』
作詞 - やなせたかし / 作曲 - MICHEL KAMA / 編曲 - 近藤浩章 / 歌 - ドリーミング、中尾隆聖（ばいきんまん）

## 各話リスト
1995年から2010年までは、放送時間を1時間に拡大したスペシャル版がクリスマスシーズンに放送されていた（クリスマスのエピソード自体は通常放送回と同様30分に短縮され、2011年以降も毎年放送されている〈2024年は除く〉）。2007年までは、ゴールデンウィークや夏休み、番組改編期に1時間SPとして放送されたことがある。
また、毎年1回のペースで劇場映画版が制作されている。
本編・次回タイトルコールはアンパンマン（声 - 戸田恵子）が担当。

## 各コーナーのアニメーション
オープニング、『勇気りんりん』のエンディング、サブタイトルとアイキャッチのアニメーションは放送年期により変化している。

### オープニングアニメーション
劇場版の公開時期に合わせ、アニメーションの一部が劇場版の予告映像に差し替えられることがある。
- 初代（第1話〈1988年10月3日〉 - 第63話〈1989年12月25日〉）
雲の隙間からアンパンマンが登場するシーンから始め、アンパンマンがアンコラと戦うシーンや、アンパンマンが崖から落ちためいけんチーズを助けるシーン、大量の星が流れた先に枠が現れアンパンマンとバイキンUFOが出てくるシーン、アンパンマンとジャムおじさんとバタコさんとチーズが手をつないで飛んでいるシーン。作画は前田実。
- 2代目（第64話〈1990年1月8日〉 - 第126話〈1991年3月25日〉）
焼きあがったパンからタイトルロゴが表示される。滝から落ちたジャムおじさん、バタコさん、チーズをアンパンマン、カレーパンマン、しょくぱんまんが助けるシーン。本オープニングからカレーパンマン、しょくぱんまん、ドキンちゃんが登場。作画は前田実。
- 3代目（第127話〈1991年4月1日〉 - 第216話〈1993年1月25日〉）
虹色の空間からアンパンマンが飛んできて、アンコラ、かぜこんこん、あくびどり、毛虫のケムタンに襲われるもかわし、多数のキャラクターに出会うシーン、川のところでへどろまんとシーボーズに追いかけられるジャムおじさんたちをアンパンマンが助けるシーン。本オープニングから本格的に多くのキャラクターが登場する。作画は前田実。
- 4代目（第217話〈1993年2月1日〉[注 48] - 第348話〈1995年9月25日〉）
もぐりんに乗って壁に穴をあけたばいきんまんをアンパンマンが倒すシーンや、こおり鬼、雪鬼、かぜこんこんによって氷漬けになったアンパンマンをカレーパンマン、らーめんてんし、ひのたまこぞう、みるくぼうやが助けるシーン、多くの熱気球が上がっている中でばいきんまんの顔の形をした気球も上がったが、破けて落ちるシーン。本オープニングからメロンパンナ、ホラーマンが登場。作画は前田実と川越淳。
- 5代目（第349話〈1995年10月2日〉 - 第445話〈1997年9月26日〉）
キャラクターたちがいるトランプ城の上からアンパンマンが登場するシーンから始め、タイトルロゴ表示の画面で虹がかかるシーン、リンゴの国を支配しているばいきんまんとドキンちゃんをアンパンマンが懲らしめ、りんごちゃんたちが見送るシーン、本オープニングから登場したロールパンナがアンパンマンと戦うシーン、アンパンマンがバイキンエンピツロボを撃退するシーン。作画は前田実と川越淳。
- 6代目（第446話〈1997年10月3日〉[注 49] - 第587話〈2000年10月27日〉）
アンパンマンとばいきんまんが生まれるシーンや、アンパンマンが氷の女王や黒バラ女王と戦うシーン、小川のそばで小さなキャラクターがピーターを見送るシーン（きのこちゃんはアリンコキッドと同等の大きさに描かれている）、バイキンUFO率いる大勢の怪物キャラクターがアンパンチで一掃されるシーン（ゴミラとアンコラは攻撃されない）が使われている。ラスト部分はアンパンマン型の雲が現れる。ポケモンショックの影響により、1998年2月より映像を一部編集したものに変更した。本オープニングからちびぞうくんが登場。作画は前田実と大久保修。
- 7代目（第588話〈2000年11月10日〉 - 第676話〈2002年9月27日〉）
製作がセル画から、デジタル作画に変更された時に製作されたバージョン。初めてCGが使われたバージョンでもあり、3DCGで描かれた巨大ばいきんまんが登場する。本オープニングからクリームパンダ、やきそばパンマンが登場。作画は前田実。
- 8代目（第677話〈2002年10月4日〉 - 第907話〈2007年9月28日〉）
オープニングタイトルに、流れ星の中のローマ字で「Anpanman」のタイトルCGが出現し、タイトル背景に紙テープや紙吹雪のCGが豪華に登場する。パン工場の焼き窯から大勢のキャラクターが飛び出して来るシーンや、パイナップル島を襲おうとしたゴロンゴロをアンパンマンとヌラが撃退するシーン、バイキンメカで走って、襲いに行こうとするばいきんまんとドキンちゃんをアンパンマンが撃退するシーン。歴代オープニングの中で最も多くのキャラクターが登場したバージョン。2007年から色の濃さが薄くなる。本オープニングからナガネギマンが登場。作画は前田実。
- 9代目（第908話〈2007年10月5日〉 - 第1028話〈2010年3月26日〉）
水平線の朝日からアンパンマンとアンパンマン気球が登場するシーンから始め、タイトルロゴ表示の画面で花火が上がる。バイキンUFOとホラーマンがしがみついたドキンUFOがバイキン城を飛び回るシーンや、大勢の敵キャラクターをアンパンマン、カレーパンマン、しょくぱんまんが懲らしめるシーン。本オープニングからコキンちゃんが登場。作画は前田実。
- 10代目（第1029話〈2010年4月2日〉 - 第1325話〈2016年9月9日〉、第1329話〈2016年10月14日〉 - 第1423話〈2018年9月28日〉、2018年度クリスマスSP〈2018年12月21日〉 - 第1471話〈2019年9月27日〉）
使用休止期間を除き、9年半という長期間使用されたバージョン。当時にリニューアルした全エンディング含め、解像度が720i相当である。ハイビジョン化に伴い一新。星の上に立ったアンパンマンが銀河に吸い込まれてパン工場が光るシーンから始め、バイキンUFOが様々なバイキンメカに変身するシーン、にじおばけがアンパンマン、カレーパンマン、しょくぱんまん、ナンドバットを襲うシーン、飛行船アンパンマン号が横切る夜の海岸にだだんだん（だだんだん2号に近いが細脚である）が項垂れているシーン。タイトルロゴ表示は5代目とほぼ同じだが効果音は無い。タイトルロゴにCGが使用されていないのは7代目以来である。メインタイトルの効果音を使っていないのは7代目を除き4代目以来で今作から「それいけ!」の位置が中央となる。作画は前田実。
- 「アンパンマンの日」記念バージョン（第1326話〈2016年9月16日〉 - 第1328話〈2016年9月30日〉）
10月3日が「アンパンマンの日」に制定されたことを記念（前述を参照）した期間限定バージョン。過去に放送された歴代のオープニング映像（初代 - 10代目）がダイジェスト形式で流れる。画面右上には「アンパンマンの日」ロゴと各オープニング映像の使用開始日が表示される。なお、讀賣テレビ放送など、遅れネット局ではこのアニメーションは放送せず、10代目のアニメーションが使用される。
- 30周年記念バージョン（第1424話〈2018年10月5日〉 - 第1434話〈2018年12月14日〉[28]）
番組放送30周年を記念した期間限定バージョン。アンパンマン、ばいきんまん、ジャムおじさん、バタコさんが『アンパンマンのマーチ』に合わせてダンスをする。画面右上には視聴者に振付を覚えて一緒に踊る旨を促すテロップが表示される。
- 11代目（第1472話〈2019年10月4日〉 - ）
背景に現れた「ANPANMAN」の文字をばいきんまんがバイキンUFOの煙幕で覆うが、アンパンマンが掻き消すとタイトルロゴに変化するシーン、やなせうさぎがキャンバスに描いたアンパンマンの絵が実体化し、夕焼けの海岸を横切る飛行船アンパンマン号の方へ飛んで行くシーン。作画は前田実。
このオープニングアニメーションは使用開始前日の2019年10月3日に先行公開された[29]。解像度が初めて1080iに変更された。

### 勇気りんりんアニメーション
- 初代（第1話〈1988年10月3日〉 - 第62話〈1989年12月18日〉、第64話〈1990年1月8日〉 - 第71話〈1990年2月26日〉）
スタッフロールの下でカレーパンマン、しょくぱんまん、アンパンマン、ジャムおじさん、バタコさん、めいけんチーズ、ばいきんまん、槍を持ったドキンちゃんが行進している。背景色は前半は赤、後半は黒。作画は前田実。
- 2代目（第72話〈1990年3月5日〉 - 第126話〈1991年3月25日〉）
最初はアンパンマンとばいきんまんがにらみ合う映像から始まり、その次では、アンパンマンとばいきんまんがシーソーに乗っているシーンが使われている。背景色は前半は緑、後半は青。作画は前田実。
- 3代目（第127話〈1991年4月1日〉 - 第199話〈1992年9月14日〉）
スタッフロールの横でキャラクターが動いている。この代から、メインキャラクター（アンパンマン、ばいきんまん、ジャムおじさん、バタコさん、チーズ、ドキンちゃん、しょくぱんまん、カレーパンマン）以外のキャラクターも登場する。スタッフロールの背景色は前半が青、後半が赤。作画は前田実。
- 4代目（第200話〈1992年9月21日〉 - 第348話〈1995年9月25日〉）
キャラクターが描かれた8パズルのような映像が登場。最後は一面にアンパンマンの絵が現れる。メロンパンナが初めて登場したエンディングでもある。背景色は前半は緑、後半は赤紫。作画は川越淳。
- 5代目（第349話〈1995年10月2日〉 - 第687話〈2002年12月27日〉）
正装姿やコックさん姿（カレーパンマンはお玉を持っている）のアンパンマンたちが愉快に楽しく踊るシーンや、ジャムおじさんがアンパンマン、バタコさんがしょくぱんまん、チーズがカレーパンマンの格好をしているシーンなどが使われている。ロールパンナが初めて登場したエンディングでもある。背景色はこの代から一定しなくなった。作画は大道博政。2000年11月10日に本編は作画方式をセル画からデジタル制作に移行したが、このアニメーションはセル画のまま変更されなかった。
- 6代目（第688話〈2003年1月10日〉 - 第1028話〈2010年3月26日〉）
このバージョンからデジタル化。サイコロのような形をしたボールにアンパンマンたちが映っている。クリームパンダが初めて登場したエンディングでもある。作画は前田実。
- 7代目（第1029話〈2010年4月2日〉 - ）
ハイビジョン化により一新。現時点で最も長く使われているバージョン。初代のデジタルアレンジ版。敵キャラクターやメインキャラクターが右から左へ駆け抜ける。スタッフクレジットの切り替えが比較的早い。背景色は水色のグラデーション。作画は前田実。

### サブタイトルアニメーション
サブタイトルは白の手書き風文字で表示される（ただし「アンパンマン」の文字のみタイトルロゴの白抜きを使用している）。このフォントは放送開始より一貫して同じものが使われている。題名の下には脚本・絵コンテ・演出を担当したスタッフがクレジットされる。クリスマスSPではクリスマス風のフレームが表示される。BGMは「アンパンマンのマーチ」のアレンジで、初代より同じものが使われている。
- 初代（第1話〈1988年10月3日〉 - 第63話〈1989年12月25日〉)
アンパンマンがパン工場のパン焼き釜から飛び出し、暗くなって焼き釜の中が光り、題名が載る（全パート共通）。
- 2代目（第64話〈1990年1月8日〉 - 第126話〈1991年3月25日〉）
色々なアンパンマンとばいきんまんの顔がくるくる回り、中央に題名が載る（全パート共通）。
- 3代目（第127話〈1991年4月1日〉 - 第348話〈1995年9月25日〉）
たくさんのアンパンマン（画面上端）とばいきんまん（画面下端）が集まり、最後はアンパンマン側にばいきんまんが、ばいきんまん側にアンパンマンが一人ずつ残ってしまい、入れ替わり完全に揃った状態で、アンパンマンとばいきんまんの間に題名が載る（全パート共通）。
- 4代目（第349話〈1995年10月2日〉 - 第1028話〈2010年3月26日〉）
14年半という長期間使用されたサブタイトルアニメーション。らくがきこぞう・ペンタくん・クレヨンマン（黄色・赤・茶色）・いろえんぴつまん・えのぐぼうやが、間違ってばいきんまんのみの絵を描いてしまい、もう一度描き直してアンパンマンとばいきんまんの絵を描き題名が載るシーン（1話目およびAパート開始時）。アンパンマンとばいきんまんの絵がばいきんまんのみの絵に変わってしまい、大急ぎで元の絵に描き直して題名が載るシーン（2話目のみ）。2000年11月10日に本編は作画方式をセル画からデジタル制作に移行したが、このアニメーションは引き続きセル画のまま使用された。
- 5代目（第1029話〈2010年4月2日〉 - ）
ハイビジョン化により一新。初のデジタル制作。現時点で最も長く使われているサブタイトルアニメーション。初代のサブタイトルアニメーションを踏襲したもの。パン工場のパン焼き釜をハンバーガーキッドが開けるとアンパンマンの仲間たちが出てくる（1話目および中編前半パート開始時）。
パン工場のパン焼き釜をホラーマンと4体のかびるんるんが開けるとばいきんまんの仲間たちが出てくる（2話目のみ）。コキンちゃん、かぜこんこん、たぬきおに、フランケンロボくんも登場する。また、氷の女王、こおり鬼、くらやみまん、化石の魔王など、敵キャラクターも登場している。
アンパンマンが唯一登場しないサブタイトルアニメーションでもある。また、ばいきんまん、ジャムおじさん、バタコさん、めいけんチーズ、ドキンちゃん、カレーパンマン、しょくぱんまん、メロンパンナ、クリームパンダなどのメインキャラクターも登場しない。パン焼き窯のレンガの色は第1032話までは虹色だったが、第1033話以降は従来と同様の茶色を基調とした彩色に変更されている。途中からサブタイトルのフォントが変更されている。

### アイキャッチアニメーション
基本的に、BGMはアニメーションごとに変更される。かつては中編前半パート終了時にも使われていたが、現在ではCM直前で画面端にタイトルロゴが表示されるだけでアイキャッチが流されない場合が多い。
- 初代（第1話〈1988年10月3日〉 - 第63話〈1989年12月25日〉）
枠からアンパンマンが出てくる（1話目と中編前半パート終了時）。アンパンマンが枠の辺りを飛んでいる（2話目と中編後半パート終了時）。唯一、ばいきんまんが登場しないアニメーションである。枠の色は、濃い青色。
- 2代目（第64話〈1990年1月8日〉 - 第126話〈1991年3月25日〉）
枠の中にいるアンパンマンがくるくる回り、ばいきんまんになるが、またアンパンマンに戻る（1話目と中編前半パート終了時）。アンパンマンが枠から飛び出すと、ばいきんまんが枠から顔を出す（2話目と中編後半パート終了時）。枠の色は、紫。
- 3代目（第127話〈1991年4月1日〉 - 第199話〈1992年9月14日〉）
トランプがくるくる回る。トランプの絵はアンパンマン→ばいきんまん→アンパンマンとばいきんまんの順に表示される（全パート共通）。枠は無い。
- 4代目（第200話〈1992年9月21日〉 - 第348話〈1995年9月25日〉）
アンパンマンとばいきんまんが枠から出てくる（1話目と中編前半パート終了時）、飛び出してきたばいきんまんをアンパンマンが枠の外へ追い出す（2話目と中編後半パート終了時）。枠の色は、赤。
- 5代目（第349話〈1995年10月2日〉 - 第1028話〈2010年3月26日〉）
14年半という長期間使われたアイキャッチアニメーション。アンパンマンとばいきんまんがVサインをする（1話目と中編前半パート終了時）。アンパンマンとばいきんまんが顔をそむけるが、くすくす笑う（2話目と中編後半パート終了時）。2000年8月から9月まではBGMのキーが高くなっていたことがあった。2000年11月10日に本編は作画方式をセル画からデジタル制作に移行したが、このアニメーションは引き続きセル画のまま使用された。BGMは「勇気りんりん」のアレンジ。2009年頃からBGMのテンポが少し速くなり、現在使われている6代目もテンポが変更されたものが継続して使われている。3代目と同様、これ以降枠は無くなった。
- 6代目（第1029話〈2010年4月2日〉 - ）
ハイビジョン化により一新されたが、構成とBGMが5代目と同じマイナーチェンジ版である。現時点で最も長く使われているアイキャッチアニメーション。デジタル制作は本アニメーションが初。アンパンマンとばいきんまんがくすくす笑うものだが、1話目と中編後半パート終了時はアンパンマンが手前、2話目終了時はばいきんまんが手前。

### 提供バックアニメーション
2010年3月まで週替わりごとにアニメーションが変更されていた。
- アンパンマン
アンパンマンが曲に合わせてアンパンマンとばいきんまんが描かれた絵を回している。使用曲は『勇気のルンダ』。
- ばいきんまん
雲の上でばいきんまんとかびるんるんが昼寝をしている。使用曲は『勇気の花がひらくとき』。
- ドキンちゃん
海辺で浮き輪に乗っているドキンちゃんが寝そべっている。使用曲は『勇気の花がひらくとき』。
- ジャムおじさん・バタコさん
パン工場でジャムおじさんたちがパンを作っている。使用曲は『生きてるパンをつくろう』。
- しょくぱんまん・カレーパンマン
紅葉の季節を背景にしょくぱんまんが読書をしていると、カレーパンマンが落ち葉を掃除しながら手前を横切る。使用曲は『勇気の花がひらくとき』。
- メロンパンナ
お花畑でメロンパンナが寝そべっている。使用曲は『パンナのパンチ』。
- ロールパンナ
湖のほとりをロールパンナが歩いている。使用曲は『勇気の花がひらくとき』。
- クリームパンダ
パン工場を背景にシャボン玉に乗ったクリームパンダが楽しそうに笑っている。使用曲は『ぼくはクリームパンダ』。
- やきそばパンマン
夕日の砂漠をやきそばパンマンが歩いている。使用曲は『やきそばパンマン流れ旅』。
- アンパンマン・ばいきんまん
アンパンマンとばいきんまんが草原で寝そべっている。2010年4月から使用。使用曲は『アンパンマンのマーチ』のBGM。

## ネット局
- 全編ローカルセールス枠のため、同時ネットしている局は2024年4月現在山形放送のみである（他にもかつてはごく一部の放送局が同時ネットしていた時期もある）。
- かつて1時間スペシャルで放送された劇場版やクリスマスシーズンについても、編成の都合で1時間分の放送枠を確保できず、2週に分割したり、放送しなかったりするネット局もあった。その後、通常30分枠になってからも、編成の都合で放送しない局もある。
- 2000年代末より、ネットを打ち切っていた系列局でも順次放送が再開されており、2009年10月5日からの南海放送、2010年4月4日からの山口放送、2011年4月3日からの四国放送と同年10月2日からのテレビ岩手の放送再開により、日本テレビ系列全局で放送されるようになった（ただし佐賀県や沖縄県を除く）。
- 制作局では年末年始特番編成による放送日時変更・放送時間変更は原則実施されないが、例外として放送休止が発生する場合もある（後述参照）。これに合わせる形で制作局が放送休止となる場合、一部ネット局（札幌テレビなど）では当該週は過去のエピソードの再放送を穴埋めで放送する[注 50]。また季節感のあるエピソードは放送順を入れ替える局もある。
- やなせの出身地で香美市立やなせたかし記念館がある高知県の高知放送でもネット開始当初は1年分も遅れて放送しており、作者自らがスポンサーとなりようやく放送された経緯がある[1]。また、打ち切られていた時期もあった。
- 2011年10月2日以降、本番組が放送されていない都道府県は佐賀県のみ。

現在のネット局
| 放送対象地域   | 放送局                    | 系列                                         | 放送時間            | ネット状況 | 字幕 放送 | 備考                |
| -------------- | ------------------------- | -------------------------------------------- | ------------------- | ---------- | --------- | ------------------- |
| 関東広域圏     | 日本テレビ（NTV）         | 日本テレビ系列                               | 金曜 10:55 - 11:25  | 【制作局】 | 〇        | [ 注 51 ] [ 注 52 ] |
| 山形県         | 山形放送（YBC）           | 日本テレビ系列                               | 金曜 10:55 - 11:25  | 同時ネット | 〇        | [ 注 53 ]           |
| 北海道         | 札幌テレビ（STV）         | 日本テレビ系列                               | 日曜 6:30 - 7:00    | 遅れネット | 〇        | [ 注 54 ]           |
| 青森県         | 青森放送（RAB）           | 日本テレビ系列                               | 日曜 6:30 - 7:00    | 遅れネット | 〇        | [ 注 55 ]           |
| 岩手県         | テレビ岩手（TVI）         | 日本テレビ系列                               | 日曜 6:30 - 7:00    | 遅れネット | 〇        | [ 注 56 ]           |
| 宮城県         | ミヤギテレビ（MMT）       | 日本テレビ系列                               | 金曜 10:25 - 10:55  | 遅れネット | 〇        | [ 注 57 ]           |
| 秋田県         | 秋田放送（ABS）           | 日本テレビ系列                               | 水曜 10:55 - 11:25  | 遅れネット | 〇        | [ 注 58 ]           |
| 福島県         | 福島中央テレビ（FCT）     | 日本テレビ系列                               | 日曜 5:45 - 6:15    | 遅れネット | ×         | [ 注 59 ]           |
| 山梨県         | 山梨放送（YBS）           | 日本テレビ系列                               | 土曜 5:29 - 5:57    | 遅れネット | 〇        | [ 注 60 ]           |
| 新潟県         | テレビ新潟（TeNY）        | 日本テレビ系列                               | 金曜 10:55 - 11:25  | 遅れネット | 〇        | [ 注 61 ]           |
| 長野県         | テレビ信州（TSB）         | 日本テレビ系列                               | 木曜 11:00 - 11:30  | 遅れネット | ×         | [ 注 62 ]           |
| 静岡県         | 静岡第一テレビ（SDT）     | 日本テレビ系列                               | 日曜 5:00 - 5:30    | 遅れネット | 〇        | [ 注 63 ]           |
| 富山県         | 北日本放送（KNB）         | 日本テレビ系列                               | 日曜 5:15 - 5:45    | 遅れネット | 〇        | [ 注 64 ]           |
| 石川県         | テレビ金沢（KTK）         | 日本テレビ系列                               | 日曜 5:45 - 6:15    | 遅れネット | 〇        | [ 注 65 ]           |
| 福井県         | 福井放送（FBC）           | 日本テレビ系列                               | 金曜 10:50 - 11:20  | 遅れネット | ×         | [ 注 66 ] [ 注 68 ] |
| 中京広域圏     | 中京テレビ（CTV）         | 日本テレビ系列                               | 日曜 6:30 - 7:00    | 遅れネット | 〇        | [ 注 69 ]           |
| 近畿広域圏     | 読売テレビ（ytv）         | 日本テレビ系列                               | 水曜 10:55 - 11:25  | 遅れネット | 〇        | [ 注 70 ]           |
| 鳥取県・島根県 | 日本海テレビ（NKT）       | 日本テレビ系列                               | 日曜 5:45 - 6:15    | 遅れネット | 〇        | [ 注 71 ]           |
| 広島県         | 広島テレビ（HTV）         | 日本テレビ系列                               | 日曜 5:15 - 5:45    | 遅れネット | 〇        | [ 注 72 ]           |
| 山口県         | 山口放送（KRY）           | 日本テレビ系列                               | 日曜 6:30 - 7:00    | 遅れネット | 〇        | [ 注 73 ]           |
| 徳島県         | 四国放送（JRT）           | 日本テレビ系列                               | 木曜 10:55 - 11:25  | 遅れネット | 〇        | [ 注 74 ]           |
| 香川県・岡山県 | 西日本放送（RNC）         | 日本テレビ系列                               | 土曜 5:25 - 5:55    | 遅れネット | ×         | [ 注 75 ]           |
| 愛媛県         | 南海放送（RNB）           | 日本テレビ系列                               | 火曜 10:25 - 10:55  | 遅れネット | 〇        | [ 注 76 ]           |
| 高知県         | 高知放送（RKC）           | 日本テレビ系列                               | 水曜 10:28 - 10:57  | 遅れネット | ×         | [ 注 77 ]           |
| 福岡県         | 福岡放送（FBS）           | 日本テレビ系列                               | 日曜 5:00 - 5:30    | 遅れネット | 〇        | [ 注 78 ]           |
| 長崎県         | 長崎国際テレビ（NIB）     | 日本テレビ系列                               | 日曜 5:30 - 6:00    | 遅れネット | 〇        | [ 注 79 ]           |
| 熊本県         | くまもと県民テレビ（KKT） | 日本テレビ系列                               | 土曜 5:30 - 5:59    | 遅れネット | 〇        | [ 注 80 ]           |
| 鹿児島県       | 鹿児島読売テレビ（KYT）   | 日本テレビ系列                               | 日曜 6:30 - 7:00    | 遅れネット | ×         | [ 注 81 ]           |
| 大分県         | テレビ大分（TOS）         | 日本テレビ系列 フジテレビ系列                | 日曜 5:45 - 6:15    | 遅れネット | 〇        | [ 注 82 ]           |
| 宮崎県         | テレビ宮崎（UMK）         | フジテレビ系列 日本テレビ系列 テレビ朝日系列 | 土曜 5:30 - 6:00    | 遅れネット | 〇        | [ 注 83 ]           |
| 沖縄県         | 琉球放送（RBC）           | TBS系列                                      | 日曜 5:45 - 6:15    | 遅れネット | 〇        | [ 注 84 ]           |
| 沖縄県         | 宮古テレビ（MTV）         | ケーブルテレビ                               | 水曜 19:00 - 19:30  | 遅れネット | ×         | [ 注 85 ]           |
| 日本全域       | キッズステーション        | CS放送                                       | 毎日 9:00 - 9:30 他 | 遅れネット | 〇        | [ 注 86 ] [ 注 87 ] |
| 日本全域       | 日テレプラス              | CS放送                                       | 平日 7:30 - 8:00    | 遅れネット | ×         | [ 注 86 ]           |

### 過去のネット局
- テレビ長崎（KTN・フジテレビ系列）：1991年3月まで火曜16:30 - 17:00に放送[48]（1990年9月までは日本テレビ系列・フジテレビ系列のクロスネット局）。長崎国際テレビ開局に伴い移行。
- 大分放送（OBS・TBS系列）：テレビ大分（1993年9月までは日本テレビ系列・フジテレビ系列・テレビ朝日系列のクロスネット局）へ移行。
- 鹿児島テレビ（KTS・フジテレビ系列）：1994年3月まで金曜16:30 - 17:00に放送（同時期までは日本テレビ系列・フジテレビ系列のクロスネット局）。鹿児島読売テレビ開局に伴い移行。

### 備考
| 期間       | 期間      | 放送時間（日本時間） |
| ---------- | --------- | -------------------- |
| 1988.10.3  | 1995.9.25 | 月曜 17:00 - 17:30   |
| 1995.10.2  | 1996.9.23 | 月曜 17:30 - 18:00   |
| 1996.10.4  | 2000.9.29 | 金曜 17:00 - 17:30   |
| 2000.10.13 | 2001.3.30 | 金曜 16:00 - 16:30   |
| 2001.4.6   | 2013.3.29 | 金曜 16:30 - 17:00   |
| 2013.4.5   | 2016.3.25 | 金曜 16:20 - 16:50   |
| 2016.4.1   | 現在      | 金曜 10:55 - 11:25   |

## 重大ニュース・特番放送時の対応
月曜夕方時代は、1995年度からオウム真理教事件に関する報道拡大特番などで休止、一週間後に延期になることがあった。金曜日に移動後も後述の通り巨人戦の試合や『NNNニュースプラス1』の拡大放送により月曜日に振替放送されることが多々あった。2001年度 - 2015年度は夕方ニュースの開始時刻など、番組編成が月曜日 - 木曜日と異なってしまうことがあった。
日本テレビで放送休止となる事例は、夕方時代では、過去には巨人開幕戦がホームである場合の中継に伴う特別編成となる場合があったが、後に年末年始や8月第1週の全日本少年サッカー大会、並びに毎年9月2日の宝くじの日が金曜日に該当する場合（2011年は放送無し）の各特別番組が放送される日などで、その他は報道特別番組が組まれない限り滅多に休止にはならなかった。
なお、金曜枠移動後は、毎年1月2日・3日が金曜と重なる場合、『新春スポーツスペシャル箱根駅伝』（2日 7:50 - 14:05、3日 7:50 - 14:18）放送のため休止になるケースがある。
また、休止にはならずとも新作を放送しないこともある。本作では放送開始から長らく本放送枠での過去に放送された回の再放送を劇場版を除いて行っていなかったが、前記の通り2020年5月8日から7月31日は前述の通り新型コロナウイルス感染症による影響で過去に放送された回の再放送となり、以降も不定期に再放送が挟まれることがある。例えば2021年8月6日放送分は2019年5月24日放送分のものが再放送された（ただし、そのような場合でも番組表上では「再放送」の表記はされない）。

## 解説放送
2008年4月4日放送分（第933回）からは音声多重放送となり、副音声で解説放送を開始した（アナログ放送はモノラル2音声、デジタル放送はステレオ2音声方式）。
日本テレビが解説放送を行うのは『火曜ドラマゴールド』の終了以来1年ぶりである。
アイパートナー（解説担当）は実施開始から2023年3月31日放送分まで石丸博也、同年4月7日放送分より草尾毅が担当している。劇場映画版やクリスマススペシャルの放送時、石丸の代役は開始当初より水谷優子が担当していたが、2016年7月15日放送分（映画『ミージャと魔法のランプ』前編）以降は、水谷の死去に伴い佐藤朱が担当している。2016年4月29日 - 6月17日放送分は、羽佐間道夫が石丸の代役を務めた。また、アニメ番組での音声多重放送は『ドテラマン』以来21年ぶりとなり（2か国語放送は除く）、解説放送を行うアニメは史上初となる。
オープニングではアイパートナーがタイトルコールを行うほか、エンディングのスタッフロールでは彼らの名がクレジットされないため、本編の終了直前に必ず挨拶を行う（これは同じく石丸が解説放送を担当する24時間テレビスペシャルドラマなども同様）。同じく解説放送が行われている『金曜ロードショー』や『名探偵コナン』などのような主要キャストの紹介は行われない。
解説は、タイトルコールも含め、主な視聴者層である幼児に合わせた読み聞かせのような軽快なナレーションとなっている。キャラクターの名前に敬称が設定されている場合は基本的にそれを付けて呼ぶ。Aパートの最後では「次、すぐだからね。待っててよ!（石丸・草尾）」、Bパートの最後では「僕、石丸博也。次回も楽しみにね!（石丸）」「僕、草尾毅。次回もお楽しみに（草尾）」と締めくくる（石丸・草尾は作中に登場したゲストキャラクターの口調や口癖を用いた言い換えが多い）。
- テロップでの案内表記（本編冒頭に表示）[注 91]（テロップ右側には一時期、アンパンマン20周年記念ロゴが表示されていた[注 91]）。

## 関連番組

### それいけ!アンパンマンくらぶ
『それいけ!アンパンマン』をテーマにした教育番組。

#### 概要
ジャムおじさんのパン工場を模したスタジオでアンパンマンにちなんだ企画（料理・工作・体操・クイズなど。屋外ロケの回もある）を行う実写パートと、過去に放送された『それいけ!アンパンマン』の傑作選の2部構成となっている。また、オープニングタイトルロゴの「それいけ!」部分が黒になっている。
2011年4月8日放送分までは画面比4:3の標準画質（アップコンバート）だったが、翌4月11日放送分から実写パートはハイビジョン制作に移行した。
2010年4月からは新谷良子や永田亮子がナレーションを担当している。また、劇場版に出演したゲスト声優が司会を務めた回もある（藤井恒久〈2020年9月まで日本テレビアナウンサー〉、愛華みれ、西村知美・西尾拓美など）。
アンパンマン会議参加4社（アガツマ、ジョイパレット、セガ フェイブ、バンダイ）のうち1 - 3社が日替わりでスポンサーになり、関連商品のCMを流している。ただし、バンダイについては他3社がスポンサーに付いている日に限り、同じくバンダイナムコホールディングス傘下のバンダイナムコエンターテインメントやアンパンマン関連商品を発売していないピープルに枠を譲ることもある。他に金曜日のみ、フレーベル館（原作絵本及び関連書籍）と西松屋の2社が固定スポンサーになっている。
なお、解説放送は行われていないが、2025年3月31日放送分から字幕放送が行われている。
アニメパート
過去に放送された『それいけ!アンパンマン』のエピソードから毎回1本（2023年3月までは2 - 4本）を抜粋して放送。そのため、エピソード内容における季節感を考慮した放送順の入れ替えなどは行われていない。過去にはクリスマスSPのエピソードも放送されていた。エンディングテーマはカットされているが、オープニング映像については放送当時のものがそのまま放送されており、制作会社の表記も差し替えられず、「東京ムービー新社」「キョクイチ東京ムービー」のまま表記される。
2013年以降、ハイビジョン制作分のエピソードも再放送を開始した。標準画質制作分は今までと同様にサイドパネルが使われている。かつては画面の両端にこの番組のロゴ（右側に「それいけ!」、左側に「アンパンマンくらぶ」）を表示していた。また、1997年までに制作されたエピソードでは、ポケモンショックによる放送基準の改正のため、修正が加えられている。
曜日によって製作分が週前半の月曜から水曜日と週後半の木曜と金曜日と分かれており、週前半の月曜から水曜日は標準画質製作、週後半の木曜と金曜日はハイビジョン製作となる。
スタジオパートではアニメシリーズのオープニングアニメーションがアイキャッチとして使用されている。
2013年以降は時刻表示も開始。ただし、ハイビジョン制作分のエピソードについてはクレジットの関係上オープニング冒頭およびサブタイトルのみ時刻を表示していなかったが、2023年現在は常時時刻表示を行っている。

#### 主題歌
- オープニングテーマ - 『サンサンたいそう』、『アンパンマンのマーチ』（ドリーミング）
- エンディングテーマ - 『アンパンマンたいそう』（ドリーミング）

#### 放送局
日本テレビ系列のBSデジタル放送局・BS日テレで毎週月 - 金曜の朝8時30分から9時00分に放送されている（2023年4月3日以降）。BS日テレにとっては、2000年12月4日の開局当初から放送されている数少ない番組の一つである。当番組の制作はBS日テレではなく日本テレビが担当しているため制作クレジットには日本テレビと表記されている。
2011年9月までは18時00分から19時00分に編成されていたが、巨人戦ナイター中継が行われる日は1時間繰り上げて17時00分からの放送となっていた（2009年まで）。2010年以降は17時台にQVCの同時放送を行うため、中継のある日は休止とされていた。先述したように、2011年10月からは朝に放送されるようになったため、休止となることは滅多にない。2010年4月から金曜版も放送される、2016年4月から日曜版も放送されるが、2018年10月からは再び平日のみになった。2023年3月までは8時00分から9時00分に編成されていた。
また、CS放送局・日テレプラスでも2007年1月から放送されている。

#### 出演者
主な出演者
- 雨宮知子（2000年12月 - 2003年3月）
- 野中藍[注 97]（2003年4月 - 2005年9月）
- 西尾はるな（2005年10月 - 2013年3月）
- 高樹リサ（2013年4月 - 2023年3月）
- 松田優（2017年4月 - 2023年3月）
- 神みよ子（料理の先生）
- 小川奈々（料理の先生、2011年10月 - 2023年3月）
- じゅうべえ（工作の先生）
- 島田明美（工作の先生）
- 岡田ひとみ（ねんど工作の先生）
- 小澤直子（アートヨガほぐしあそび）
- 小澤るしや（アートヨガほぐしあそび）
- ケロポンズ（ケロポンズと一緒にあそぼう）
- 中村萌子（うたであそぼう）
- 大町彩乃（うたであそぼう）

など
子役出演者
- 熊田聖亜（2007年 - 2008年）
- 加藤清史郎（2008年）
- 小西風優（2008年 - 2010年）
- 毛利恋子（2009年）
- 福田美姫（2011年）
- 小林花音（2011年 - ）
- 豊嶋花（2011年 - ）

など
着ぐるみ出演者
- アンパンマン（声 - 戸田恵子）
- ばいきんまん（声 - 中尾隆聖）
- ドキンちゃん

### おはよう!アンパンマン
2016年4月3日より2018年9月30日まで2年半にわたって放送された、『それいけ!アンパンマンくらぶ』と同じBS日テレで毎週日曜日の6:30 - 7:00にて放送されていた（2017年3月までは6:00 - 7:00の60分放送だった）。『くらぶ』の日曜版に相当する。番組のコンセプトは「朝から子どもたちを元気にすること」で、実写パートとアニメの名作選で構成される。MCはシンガーソングライターのダイスケ。アンパンマン会議を構成する4社全てがスポンサーとなっていた。

#### 出演者
主な出演者
- ダイスケ（MC）
- 山村紳一郎（和光大学非常勤講師）
- 子役出演者数名

着ぐるみ出演者
- アンパンマン（声 - 戸田恵子）
- ばいきんまん（声 - 中尾隆聖）

ナレーション
- 前田玲奈[注 98]

#### コーナー
アニメパート
過去に放送された「それいけ!アンパンマン」のエピソードから毎回1本（2017年3月までは2本）を抜粋して放送する。オープニングアニメーションは10代目のものに差し替えられている点が「くらぶ」と異なる。2017年3月まではレギュラー声優5人の名前がクレジットされていた。
アンパンマンとやってみよう!
アンパンマンが各幼稚園を訪れ、苦手なことに挑戦する園児を応援する。
たのしくやってみよう!
毎回、スタジオでゲスト講師が身近なものを使った楽しい遊びを教える。
みんなでたいけんしよう!
子役たちが色々なことを体験するコーナー。
はたけにいこう!
子役たちが農場を訪れ、様々な野菜について学ぶ。
みんなでいっしょにうたってみよう!
ダイスケがアンパンマンソングの弾き語りを披露する。
おえかきコーナー
ダイスケによる絵描き歌のコーナー。
アンパンマントレンド
アンパンマンの最新情報やアンパンマン関連の新商品を紹介する。

### アンパンマン情報局
キッズステーションで放送されている『それいけ!アンパンマンくらぶ』と同系統の番組。2017年3月放送終了。

## ミュージカル
それいけ!アンパンマンミュージカルおもちゃの国とみんなのたからもの 2022年新作
アンパンマン、ばいきんまん、ジャムおじさん、バタコさん、しょくぱんまん、カレーパンマン、メロンパンナ、クリームパンダ、ドキンちゃん、コキンちゃん、フランケンロボくん、みみせんせい、カバオ、おもちゃてんし、ブリキッド、だだんだん、化石の魔王　
まもれ!黄金の炎
アンパンマン、ばいきんまん、ジャムおじさん、バタコさん、ドキンちゃん、しょくぱんまん、カレーパンマン、メロンパンナ、クリームパンダ、てんどんまん、カツドンマン、かまめしどん、みみせんせい、カバオ、SLマン、ハンバーガーキッド、コロッケキッド、かびるんるん、だだんだん、やみの女王
勇気の花に歌おう
アンパンマン、ばいきんまん、ジャムおじさん、バタコさん、めいけんチーズ、ドキンちゃん、ホラーマン、しょくぱんまん、カレーパンマン、メロンパンナ、ロールパンナ、カバオ、しらたまさん、ドレミ姫、フラワー姫、ネギーおじさん/ナガネギマン、おばけばな
おかしの国のおかしなパーティー
アンパンマン、ばいきんまん、ジャムおじさん、バタコさん、しょくぱんまん、カレーパンマン、クリームパンダ、はみがきまん、ドキンちゃん、ホラーマン、かびるんるん、どくむしロボ、ケーキちゃん、プリンちゃん、エクレアさん、シャーベットくん、シュークリームくん　
こむすびまんと笑顔の宝物
アンパンマン、ばいきんまん、ドキンちゃん、ホラーマン、ジャムおじさん、バタコさん、カレーパンマン、メロンパンナ、こむすびまん、あかちゃんまん（人形）、かびるんるん（絵）、だだんだん

## 日本国外での展開
日本国内に限らず、アメリカ、韓国（MBC→トゥーニバース→アニマックス）、香港（ATV→TVB）、台湾（カートゥーン ネットワーク→東森幼幼台→MOMO親子台）、タイ、中東（MBC〈中東放送センター〉）などで放送されている。過去にはヨーロッパでもJSTVを通じて放送されていた。
イランでは食文化の違いから、アンパンマンの顔は「黒豆入りパン」、しょくぱんまんの顔は「焼きたてのナン」という設定に差し替えられている。ラマダン（断食）の放送期間中は、アンパンマンなど食べ物のキャラクターの顔にモザイクがかかる。

## その他の特記事項
- 制作元のトムス・エンタテインメントによると、アンパンマンを初めとするキャラクターのほとんどがアニメーターが苦手とする丸形のデザインのため、本作の作画を視聴に耐え得る品質で行うにはかなりの技術力を要するとアニメーターを指導する書籍で明かしている。毎週の放送でローテーションを組む原画マンは、1〜2人で原画を手掛けることが多いため[注 99]、総作画監督を立てているものの、各話の作画監督や一部原画マンの個性が強く出ており[54]、アニメーターによって絵柄が大きく異なっている。作画監督が不在の回も珍しくなく、1993年に前田実が他作品の仕事を降板して本作に集中するようになってから2000年初頭まで、各話の作画監督が基本的に存在しなかったこともあった[注 100]。
- 今日知られる第1回の内容はアンパンマンとばいきんまんが誕生し、てんどんまんとの出会いを通して2人の対決が始まるという内容だが、原作者のやなせが提出した第1回目の内容はアンパンマン、しょくぱんまん、カレーパンマンの出会いという完成作品とは全く異なるものだった。現行の内容になったのは第1回目の脚本を担当し、初期のメインライターを務めた翁妙子が脚本作りのために原作絵本を読んでいたところ、ゲストキャラクターの1人だったてんどんまんを気に入ったため、現行の内容を提出し、放送作品では翁が提出した内容が採用されたためだとしている[55]。
- 現在流通している映像ソフトではほぼ全ての作品が視聴可能であるが、101話、102話が欠番となっている（再放送は行われている）。
- アンパンマンやばいきんまん､ジャムおじさんとバタコさん､めいけんチーズの5人は第1回目の放送から全て登場している[注 101]。中にはばいきんまんを必要としない話もあるが､登場はしている（逆にアンパンマンたちがストーリーに関係しない話もある）。
- アフレコは放送開始当初（1988年）8月から毎週月曜日の10時 - 15時にキャスト全員で行われる。戸田によると、1回の収録で多い時は、通常放送分、玩具、CM、キャラクターショーの収録を纏めて行うといい、そのため、以前は喉を酷使した喋りをしていたばいきんまん役の中尾が収録中に疲弊してしまうことも少なくなかったという[55]。
- 夏の映画公開前には予告部分で映画の案内[注 102] も放送される。ただし、青森放送など一部の地方局では、該当部分は通常の予告に差し替えられる(実質の裏送り)。また、日本テレビでは、Bパート終了直前に似顔絵の募集先の案内テロップ[注 103] が流れる。
- 放送開始の1年前の1987年の時点にはパイロットフィルムが作られていたが、原作者のやなせが苦言を呈したことから、お蔵入りとなる。
  - なお、このパイロットフィルムを製作したのは東京ムービーではなく亜細亜堂（本編でもグロス請けなどで関与）で、アンパンマンの声を担当したのは三輪勝恵、ばいきんまんの声を担当したのは堀絢子[56]。
  - この他にも山田ふしぎがアンパンマンの声を担当した別のパイロットフィルムが存在する[57]。
  - テレビでは、2008年7月29日に放送された『スッキリ!!』の特集で公開された[58]。
- アンパンマンがばいきんまんを「アンパンチ」でやっつけるのが定番となっているが、第1話ではアンパンチではなく洗濯機を使ってやっつけるという展開だった[59]。アンパンチをはじめて用いたのは第2話B「アンパンマンとカレーパンマン」である。
- 他のアニメ作品に本作のキャラクターが出演（コラボレーション）したことはないが藤井恒久によると原作者のやなせの「アンパンマンの世界に実在の人間を登場させてはいけない」というポリシーが理由だといい[注 104]、藤井やゲストを模したキャラクターを登場させてやなせが激怒したことがあるという[60]。ただし、バラエティ番組に着ぐるみとして出演したことはある[注 105]。テレビ番組以外では、2008年から2009年にかけて日本テレビで放送された開局55周年記念キャンペーンコラボCMでアンパンマン、ばいきんまん、ドキンちゃん、バタコさん、カレーパンマン、しょくぱんまん、メロンパンナ、ホラーマンが『アンパンマンバンド』として出演したことがある[61][62]。
- 福岡県福岡市で開催される『博多どんたく』の開催中に運行される花自動車の題材として、1989年・1997年・2008年の3回にわたり本作が採り上げられている[63]。採用された回数は、アニメ作品では最多である[注 106]。なお、2008年には運行中に出火事故を起こした[64]。また、2014年は花電車として、本作品を取り上げた。
- 日本テレビ版の企画が立ち上がる少し前にNHK総合テレビ金曜19時台後半の枠での放送が持ち上がるも『アニメ三銃士』と競って敗れたという[65]。この時点でのアンパンマン役は中村メイコが候補だった。
- アンパンマンが新しい顔に付けかわる際のBGMは「怪傑アンパンマン（あんぱんまんのうた）」のアレンジである。
- 映画第1回から長編のみテレビ放映されている。